# Tömegközlekedés
A tömegközlekedés (vagy közösségi közlekedés, közforgalmú közlekedés, kollektív közlekedés) – az általános értelmezés szerint – magában foglal minden közlekedési rendszert, amelyben az utasok nem saját járművükkel közlekednek. A használatos közlekedési eszköz alapján ide tartozik a:
- helyi (városi és elővárosi) forgalomban a városi autóbusz, a trolibusz, a villamos, a metró (földalatti vasút, a kéregvasutat is beleértve), a fogaskerekű vasút, a siklóvasút, nyeregvasút vagy függővasút (mindkettő egysínű vasút-kategória), a HÉV, a vízi közlekedés és a vasút.
- helyközi (más szóval: településközi; belföldi és nemzetközi) forgalomban az autóbusz, a vasúti közlekedés, a légi közlekedés és a vízi közlekedés.

Tágabb értelemben a közösségi közlekedéshez tartozik a szerződéses közlekedés, a különjárati közlekedés, továbbá az igényvezérelt (rugalmas) közlekedési szolgáltatások.
Egyes források ide sorolják a taxiszolgáltatást is. A különbség, itt, a támogatás teljes hiánya.
Közösségi közlekedésnél (szemben az egyéni közlekedéssel) az utasnak – utazásának időpontja és útvonala tekintetében – alkalmazkodnia kell mások igényeihez, mivel a személyszállítás másokkal együtt, a közlekedési eszköz megosztott használatával történik. Gyakorlatilag útvonalhoz és menetrendhez.
A tömegközlekedés előtérbe kerülésével csökkenthető a forgalmi zsúfoltság, a károsanyag-kibocsátás (emisszió) és energiafelhasználás, valamint a közlekedési balesetek száma.
A közösségi közlekedés közszolgáltatás (az állam vagy önkormányzat által támogatott szolgáltatás).

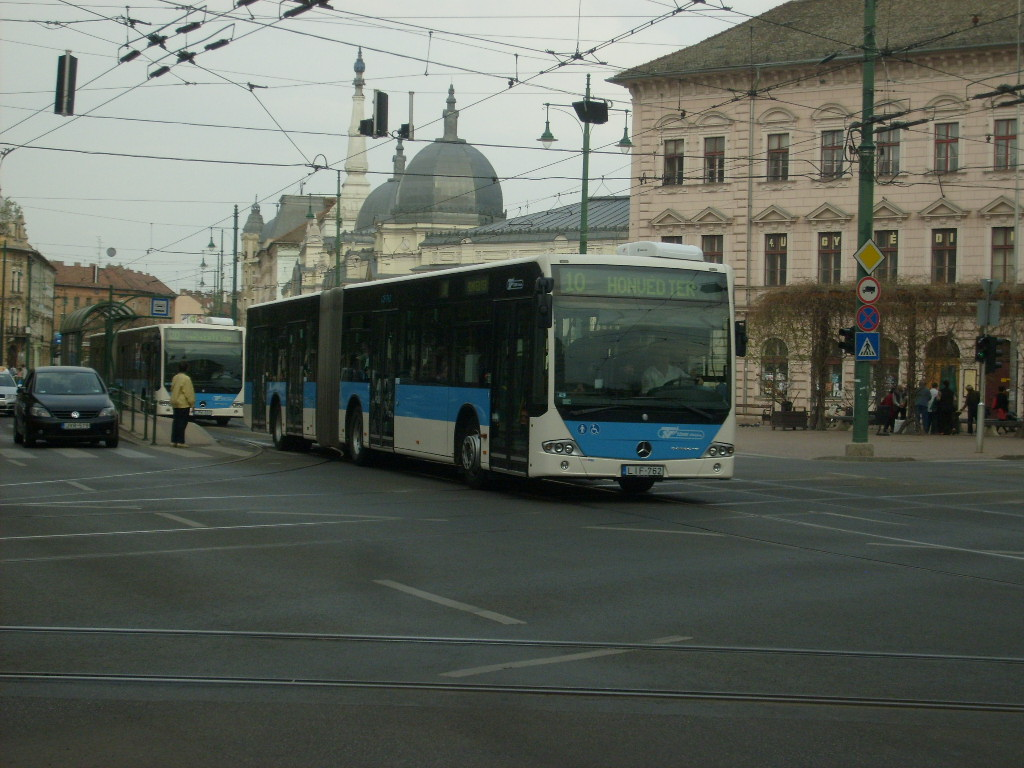
Csuklós autóbusz Szegeden

Az 1990-es évektől kezdve tapasztalható az a törekvés, hogy a „tömegközlekedés” kifejezést valamilyen jobban hangzó elnevezéssel váltsák fel. Bizonyos elterjedtségre tett szert a „közösségi közlekedés” forma, illetve kialakult az a gyakorlat, hogy a „közforgalmú közlekedés” megjelölést a „tömegközlekedés”-nek megfelelő értelemben használják.

## Története

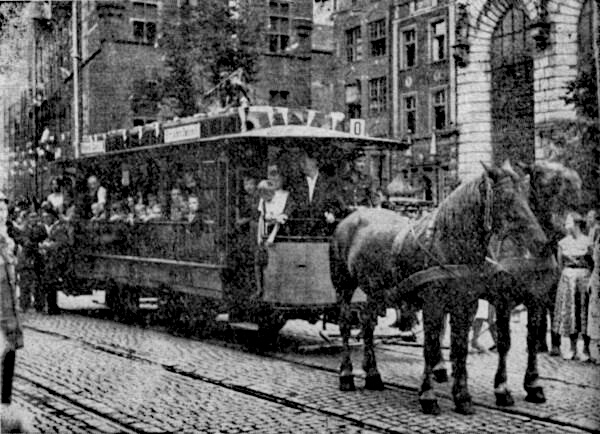
Lóvasút Gdańskban, 1873 után

A tömegközlekedés egyidős az első ember vezette kompokkal, az első közösségi közlekedési forma a vízi közlekedés volt, a szárazföldön az emberek gyalogoltak vagy állatra ültek.
A tömegközlekedés történelmi formája a postakocsi, amellyel fogadók, vendéglők és kocsmák között lehetett utazni, valamint más „lóvontatta járművek” (hajók és szekerek), amelyek fizetségért rendszeresen utasokat szállítottak.
A városon belül az omnibusz volt az első szervezett tömegközlekedési eszköz, amit először Nantes városában, Franciaországban kezdtek működtetni, 1826-ban.
Bővebben lásd A közlekedés története című cikket.

## A tömegközlekedés modern formái

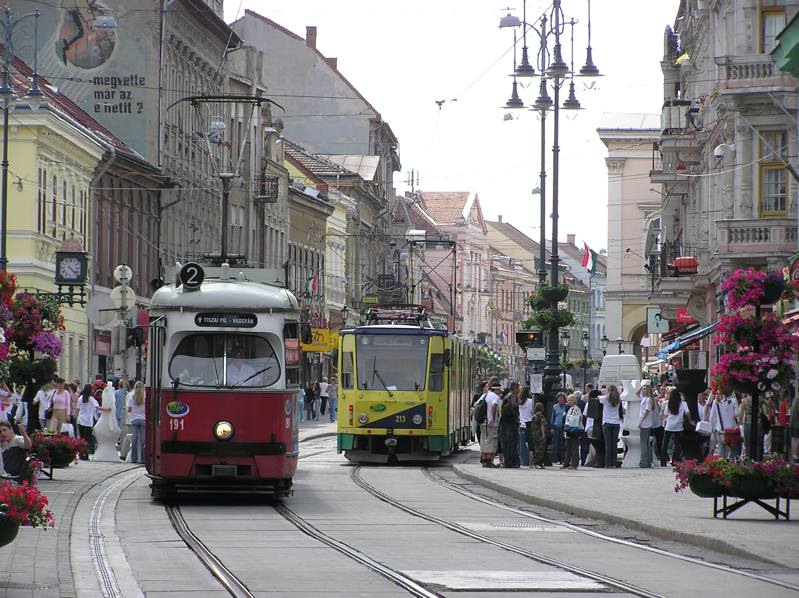
Villamosok Miskolcon

### Közút

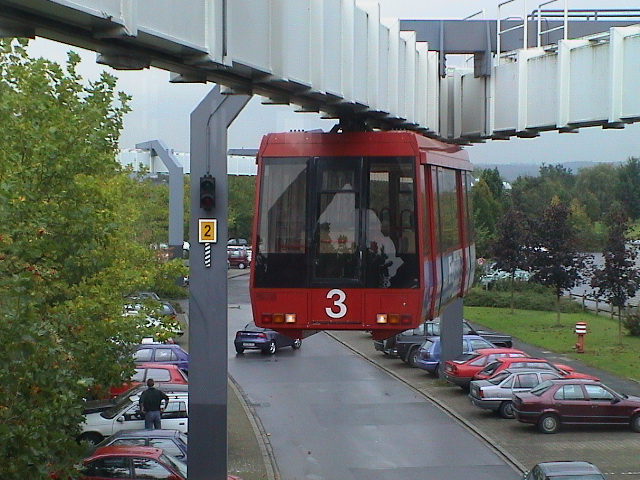
Dortmundi függővasút

- Bérelt autó
- Busz
- Iránytaxi
- Közösségi kerékpár program
- Riksa
- Taxi
- Távolsági busz
- Tranzit busz
- Trolibusz

### Vasút

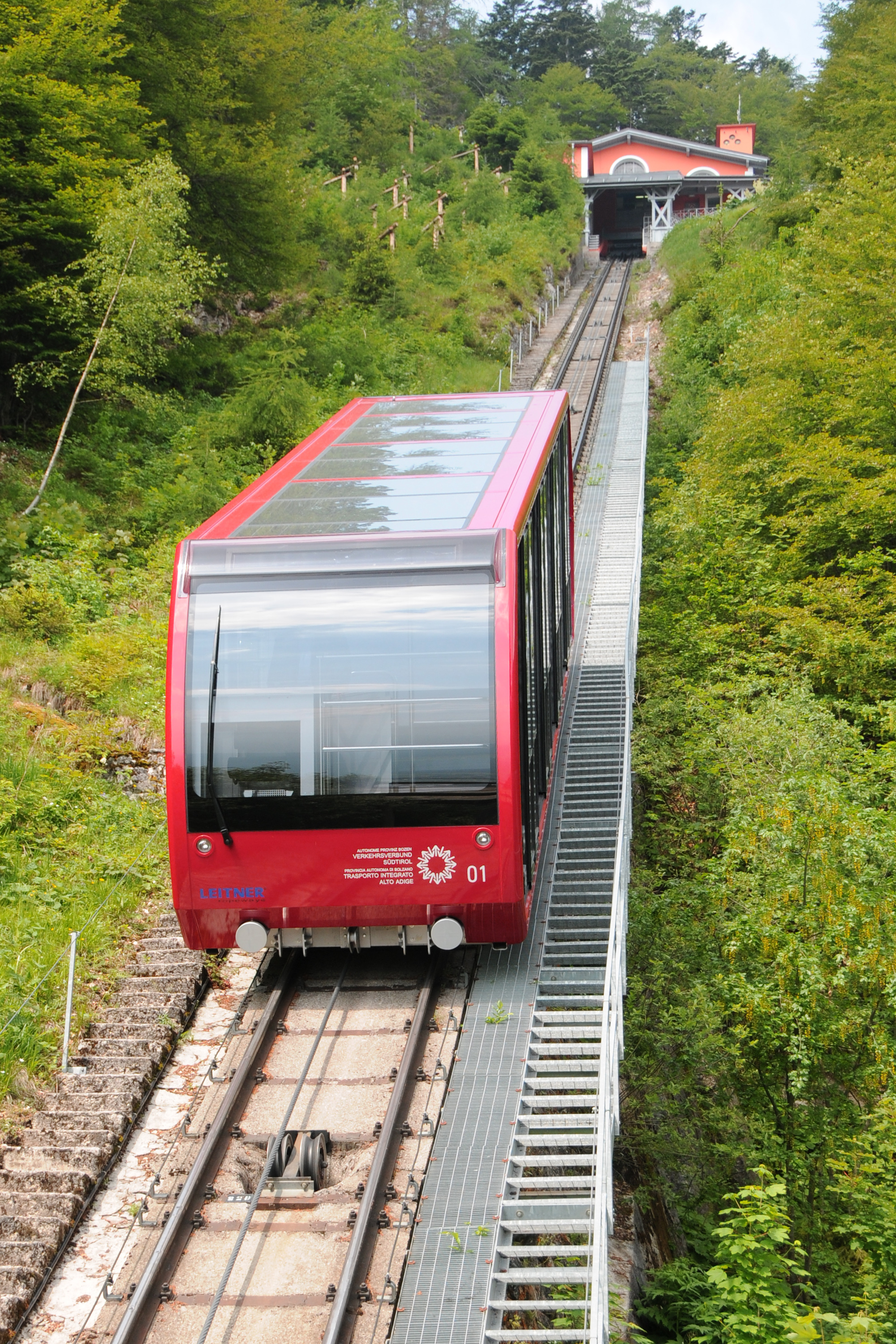
Siklóvasút, Mendola, Caldaro, Dél-Tirol

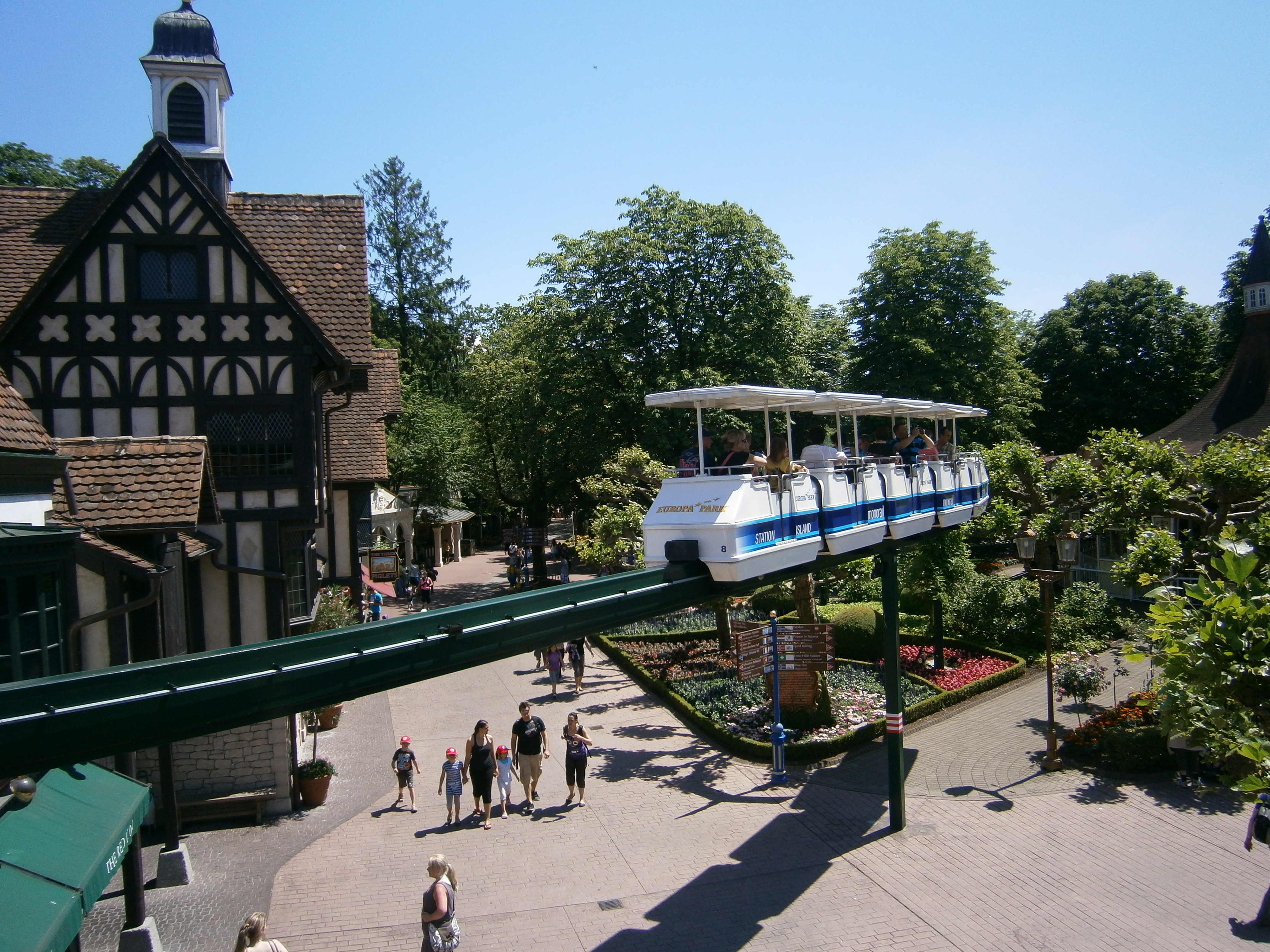
Nyeregvasút, Európa-Park, Rust, Baden-Württemberg

- Automated guideway transit (AGT) – Embermozgatónak is hívják
- Cable car – kábellel, vágányon húzott villamos
- Fogaskerekű vasút
- Függővasút
- HÉV
- Kábelvasút – a hegyekben kábelen húzott vasút
- Kisvasút – beleértve az úttörővasutat
- Komp – beleértve a szárnyashajót és a légpárnás hajót
- Könnyűvasút – villamosszerű rendszer, amelynek nincs közös szakasza gyalogosokkal vagy autókkal
- Mágnesvasút
- Metró – beleértve a földalattit
- Nyeregvasút
- Sikló
- Vasút – beleértve a nagysebességű vasutat
- Villamos

### Víz
- Komp – beleértve a katamaránt
- Vízibusz
- Vízitaxi

### Levegő

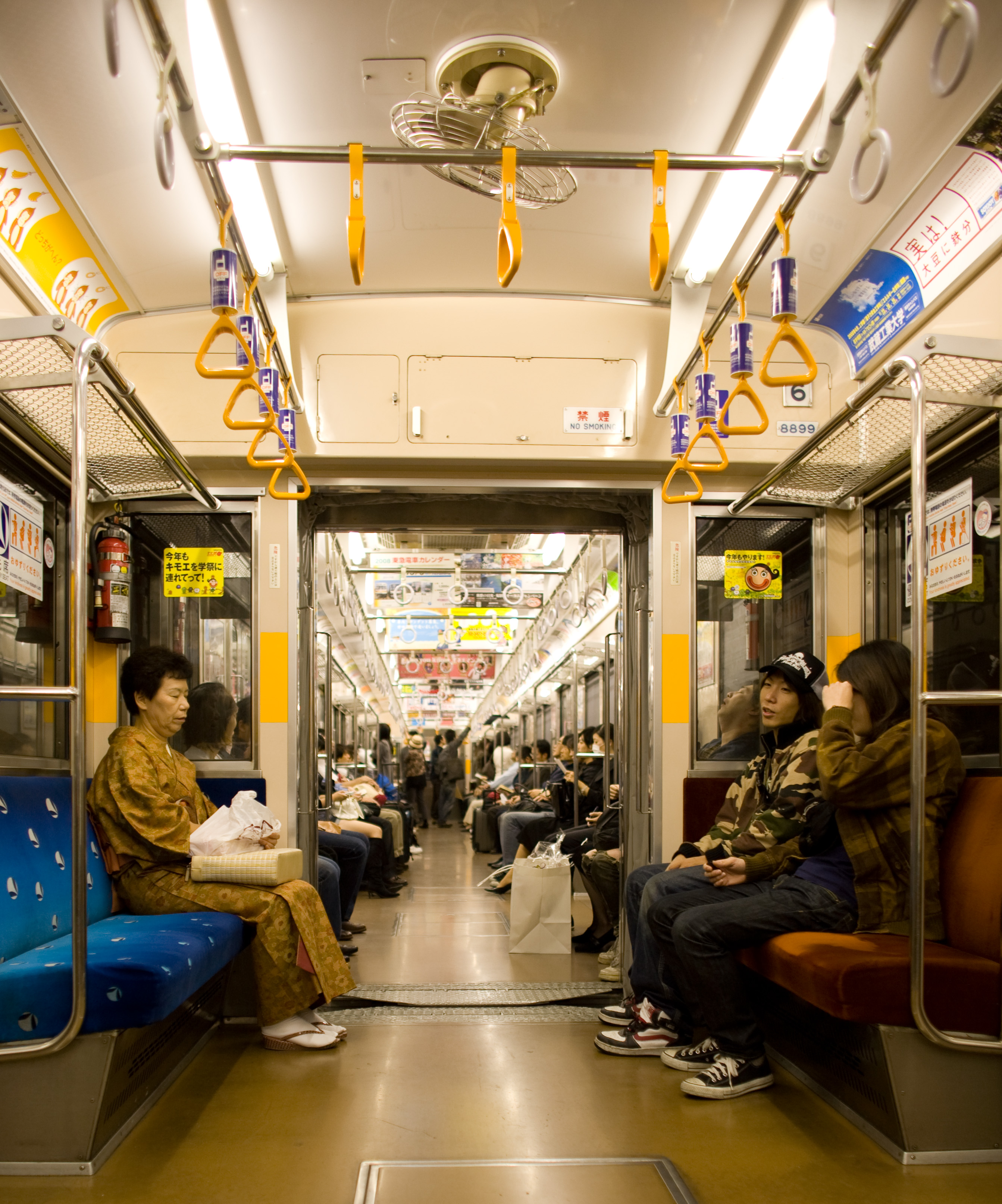
A tokiói metró utasai

- Helikopter
- Repülőgép

### Meredek vagy vertikális pályás járművek
- Drótkötélvasút – hegyekben drótkötélen függő kabinokban utaznak az emberek, hívják még gondolaliftnek is
- Lanovka
- Libegő
- Felvonó

### Egyéb
- Mozgójárda – vízszintesen mozgó futószalag
- Mozgólépcső

### Fejlődő technológiák
- Automatikus autópálya rendszer
- Busz gyorstranzit
- Csoportos gyorstranzit
- Személyes gyorstranzit

Ezek közül némelyik nem használható az általános közönség számára, például az irodai liftek vagy az iskolabuszok.

## Megállók és csomópontok

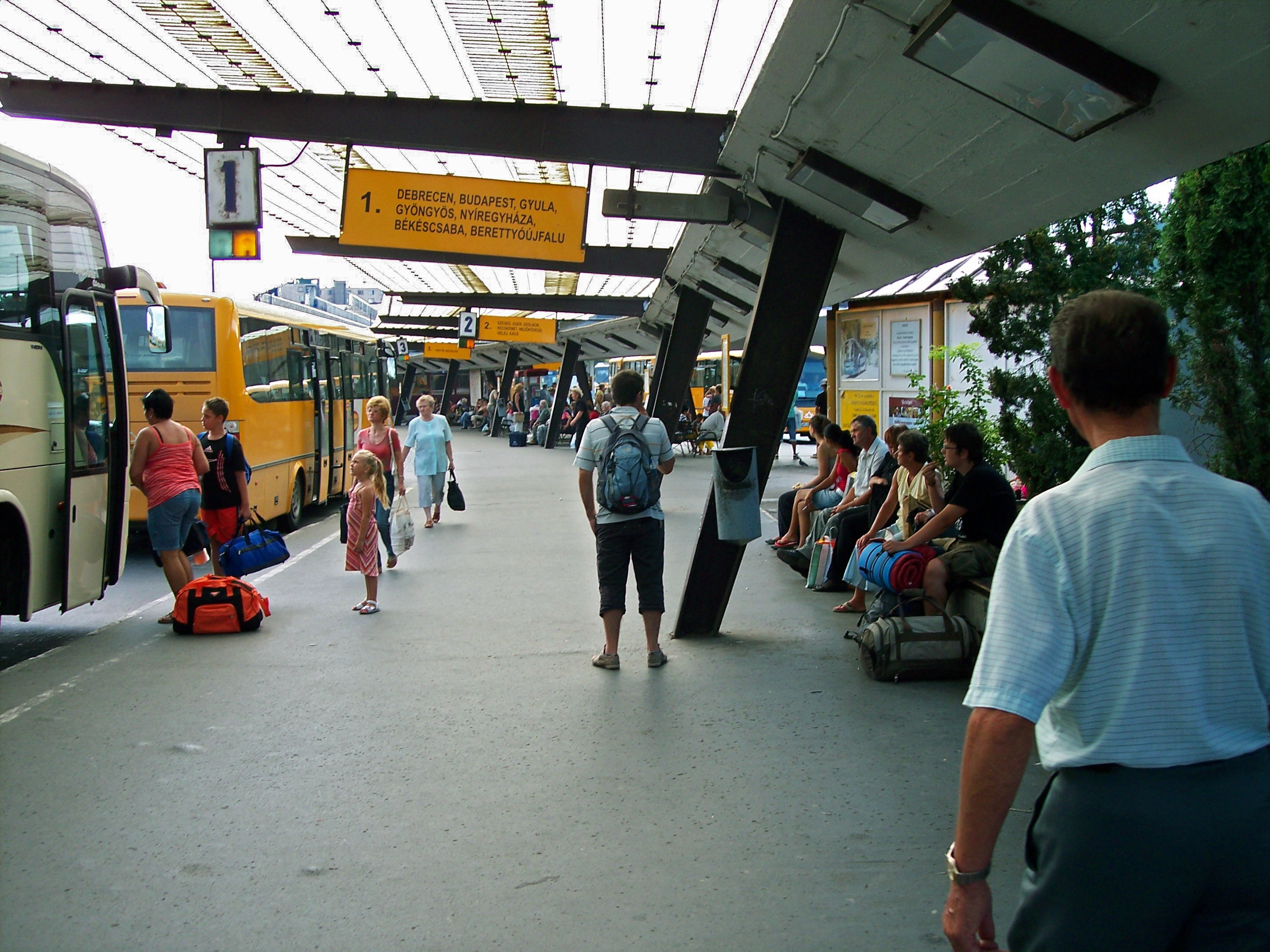
Autóbusz-állomás Miskolcon

- Buszmegálló – beleértve a megállóhelyeket és a végállomásokat
- Droszt
- Hajókikötő – beleértve a kompfelhajtókat
- Helikopter-leszálló
- Kikötő
- Metróállomás
- P+R (P plusz R)
- Repülőtér (légikikötő)
- Vasútállomás – beleértve a pályaudvarokat
- Villamos megálló

## Jegyek

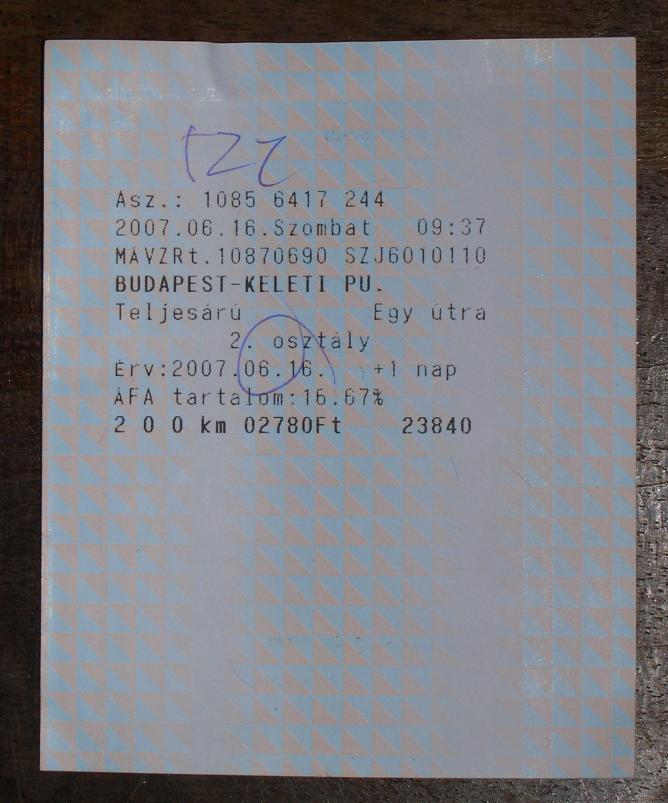
MÁV-menetjegy 2007-ben

A közösségi közlekedési eszközök igénybevételére jogosító díj megtérítésére és igazolására vonatkozóan különböző megoldások vannak használatban világszerte:
- Jegy
  - előre váltott, belépéskor ellenőrzött jegy, az utas addig nem léphet be a szolgáltatási területre, amíg nem ellenőrzik a jegyét (leggyakrabban a metróban használják)
  - előre váltott, az utazás során a szolgáltatási területen jegyellenőrök által véletlenszerűen ellenőrzött jegy (leginkább Kelet-Európában és az Egyesült Államokban használják)
  - az utazás megkezdésekor váltott, egyszeri útra szóló jegy, amit a sofőr ellenőriz (például távolsági buszokon)
  - feltöltőkártya, az utas által meghatározott összeg kerül a kártyára, amelyről az utazás díját távolságtól függően minden egyes használatkor elektronikus, mágneses vagy optikai úton levonják
  - adott járatra, adott helyre szóló helyjegy
- Bérlet
  - határozott időre szóló bérlet
  - adott időszak alatt adott számú napon használható bérlet (például 8 napon egy hónapban)
  - kombinált bérlet
  - kedvezményes árú bérlet
- Zseton
- Mágneskártya
- Smartcard
- SMS alapú utazási díjtérítés

Vannak városok, ahol a tömegközlekedés ingyenes és nem kell jegyet váltani.

### Magyarország tömegközlekedése
A tömegközlekedés állami, önkormányzati és magántulajdonú társaságokon keresztül valósul meg az országban.
A vasúti személyszállításról nagyobbrészben a MÁV-START Zrt. (a MÁV Magyar Államvasutak Zrt. leányvállalata) gondoskodik, régiós szinten pedig a GYSEV magántulajdonú részvénytársaság. A 2000-es évektől kezdődően még több kisebb magánvasút-társaság kezdte el működését.
Sajátos jellegű közlekedést bonyolít le a MÁV-HÉV Helyiérdekű Vasút Zrt. (MÁV-HÉV), mely Budapest elővárosi vasúti közlekedését biztosítja.
Különleges színfolt az ország tömegközlekedésében a kisvasútak jelenléte, melyek többnyire turisztikai célokkal működnek napjainkban. Jelentős részüket regionális erdőgazdálkodások vagy helyi egyesületek működtetik.
Az autóbuszos tömegközlekedés jelentős hányadát bonyolítja le a Volánbusz állami tulajdonú részvénytársaság, mely országos, regionális és helyi-városi szinten (2022-ben 67 városban) üzemeltet járatokat.
Több város helyi tömegközlekedését önkormányzati tulajdonú társaságok bonyolítják le saját vagy bérelt járműpark keretén belül vagy pedig alvállalkozók segítségével:
- Budapesti Közlekedési Zrt. (BKV)
- Debreceni Közlekedési Zrt. (DKV)
- Miskolc Városi Közlekedési Zrt. (MVK)
- Szegedi Közlekedési Társaság (SZKT)
- Kaposvári Tömegközlekedési Zrt. (KT)
- T-Busz Tatabányai Közlekedési Kft. (T-Busz)
- Tüke Busz Zrt.
- V-Busz Veszprémi Közlekedési Kft. (V-Busz)
- Kecskeméti Közlekedési Központ (KeKo)
- Paksi Közlekedési Kft.[5]